# Särkisaari (ö i Birkaland, Tammerfors, lat 61,74, long 24,12)
Särkisaari är en ö i Finland. Den ligger i sjön Enojärvi och i kommunen Orivesi i den ekonomiska regionen Tammerfors och landskapet Birkaland, i den södra delen av landet, 180 km norr om huvudstaden Helsingfors. Öns area är 0,4 hektar och dess största längd är 80 meter i sydöst-nordvästlig riktning.